# Music Box (film)
Music Box is een Amerikaanse dramafilm uit 1989 onder regie van Costa-Gavras. Hij won met deze film de Gouden Beer op het filmfestival van Berlijn.

## Verhaal
Mike Laszlo is na de Tweede Wereldoorlog vanuit Hongarije naar de VS geëmigreerd. Hij wordt ervan beschuldigd in zijn geboorteland oorlogsmisdaden te hebben gepleegd. Zijn dochter is advocate. Ze gaat op zoek naar bewijzen om de naam van haar vader te zuiveren. Naarmate ze zich meer verdiept in het verleden van haar vader, gaat ze almaar harder twijfelen aan zijn onschuld.

## Rolverdeling
| Acteur              | Personage      |
| ------------------- | -------------- |
| Jessica Lange       | Ann Talbot     |
| Armin Mueller-Stahl | Mike Laszlo    |
| Frederic Forrest    | Jack Burke     |
| Donald Moffat       | Harry Talbot   |
| Lukas Haas          | Mikey Talbot   |
| Mari Törocsik       | Magda Zoldan   |
| Elzbieta Czyzewska  | Melinda Kalman |
| Michael Rooker      | Karchy Laszlo  |